# Matthias Pussjäger

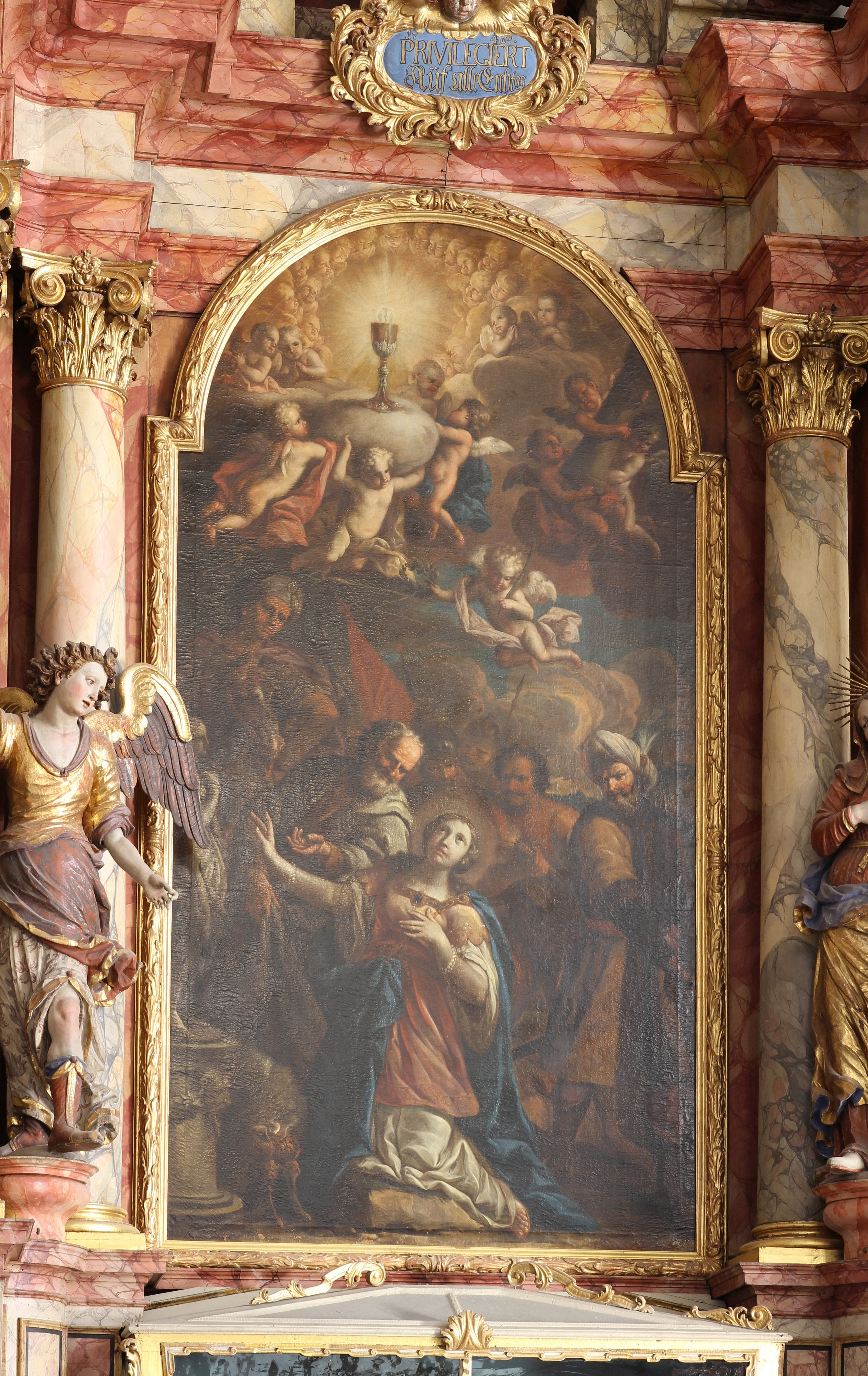
Matthias Pussjäger: Barbara verweigert das Götzenopfer

Matthias Pussjäger (auch Matthias Bußjäger; * 3. Februar 1654 in Rottenbuch; † 22. Dezember 1734 in Meran) war ein Maler, der hauptsächlich im damaligen Tirol viele Altarbilder schuf.

## Leben
Seine Ausbildung erfolgte unter anderem bei Johann Carl Loth in Venedig. Nach seiner Niederlassung in Meran war er sehr produktiv, mahlte unglaublich viel, und wurde Ratsherr, später Bürgermeister der Stadt.
Ein Sohn Pussjägers, Norbert Bußjäger, wurde 1747 Abt der Stiftes Wilten.

## Werk (Auswahl)
- Deutschnofen, Maria Weißenstein, Wallfahrtskirche, linker Seitenaltar, Maria mit dem hl. Philipp Benitius, signiert 1722[2]
- Eppan, Pfarrkirche St. Pauls, Rosenkranzbild, 1711[3]
- Graun im Vinschgau, St. Valentin auf der Heide, St. Josef in Monteplair, Altarbild Hl. Josef mit den Engeln, signiert 1704[4]
- Kaltern, Heiligkreuz am Kalvarienberg, Deckengemälde (Passionsszenen, Propheten, Engelsköpfe), 1720[5]
- Kuens, Pfarrkirche, ehemaliges Altarblatt von St. Maurizius, signiert 1712[6]
- Laas, Eyrs, Pfarrkirche St. Remigius, Seitenaltar, Hl. Josef[7]
- Lana, Kapuzinerkirche, Rechter Seitenaltar, St. Felix um 1720[8]
- Lana, Alte Pfarrkirche in Niederlana, Gemälde Maria Himmelfahrt, übertragen von der Pfarrkirche von Meran[9]
- Livinallongo del Col di Lana, Chiesetta di Renaz - Beata Vergine di Loreto, Mutter Anna und Maria[10]
- Mals, Burgeis, Abtei Marienberg, Stiftskirche, Gemälde Krönung Mariens (am Chorgestühl), 1701[11]
- Mals, Schleis, Pfarrkirche St. Laurentius, Hauptaltar Gemälde St. Laurentius, 1639[12]
- Meran, Barbarakapelle, Altarbild Hl. Barbara verweigert das Götzenopfer[13]
- Meran, Kapuzinerkirche, Altarbilder, signiert 1717; sechs große Passionsbilder[14]
- Meran, St. Nikolaus, an der Südfassade, Auferweckung des Lazarus, Epitaph für Christoph Hafner, gest. 1699[15]
- Meran, St. Nikolaus, Gemälde im Chor, Aufopferung im Tempel[16]
- Meran, St. Vigil, ehemalige Altarbilder[17]
- Moos in Passeier, Pfarrkirche, Gemälde Maria mit Joachim und Anna[18]
- Nals, St. Appolonia, Altarbild Maria mit dem Christuskind und den hl. Apollonia und Magdalena, um 1683[19]
- Naturns, Pfarrkirche St. Zeno, Gemälde Immaculata, um 1730[20]
- Partschins, Pfarrkirche, Immakulata (deponiert)[21]
- Pfatten, Pfarrkirche St. Magdalena, Altarbild hl. Magdalena als Büßerin, sig. 1705[22]
- Riffian, Wallfahrtskirche, Seitenaltar, Altarbild Immaculata und Giebelbild Gottvater[23]
- St. Martin in Passeier, Pfarrkirche, Altarbild Opferung im Tempel[24]
- Stams, Zisterzienserkloster Stams, Flucht Lots und seiner Töchter aus dem brennenden Sodom[25]
- Zisterzienserkloster Stams, Verstoßung der Hagar und ihres Sohnes Ismael durch Abraham, signiert M P 1704
- Zisterzienserkloster Stams, Die Rettung Hagars und Ismaels in der Wüste durch einen Engel
- Zisterzienserkloster Stams, Jakob mit Laban, Lea und Rahel
- Terlan, Gratlkirche, Altartüren, Blumenvasen und Maria Verkündigung, signiert 1722[26]
- Tirol (Südtirol), Pfarrkirche St. Johannes, Gemälde Hl. Josef[27]
- Tisens, St. Hippolyt in Naraun, ehemaliges Fahnenblatt[28]
- Villnöß, St. Peter und Paul, Hochaltarbild Maria Himmelfahrt[29]